# The Good Die Young
The Good Die Young (bra: Os Bons Morrem Cedo) é um filme noir britânico de 1954, do gênero drama criminal, dirigido por Lewis Gilbert, e estrelado por Laurence Harvey, Gloria Grahame, Richard Basehart, Joan Collins, John Ireland, Rene Ray, Stanley Baker, Margaret Leighton e Richard Morley. O roteiro de Vernon Harris e do próprio Gilbert foi baseado no romance homônimo de 1953, de Richard Macaulay.
A trama retrata a história de quatro homens em Londres, sem passado criminoso, cujos casamentos e finanças estão desmoronando e, ao se encontrarem em um pub, são tentados a resolver suas situações através de um assalto.

## Sinopse
Em Londres, quatro homens de índole questionável se veem compelidos a buscar dinheiro e acabam se envolvendo em um plano arriscado para assaltar um furgão dos correios carregado de dinheiro. Joe Halsey (Richard Basehart), um veterano estadunidense, sonha em usar sua parte do saque para reconquistar o amor de Mary Halsey (Joan Collins), sua esposa dominada pela mãe, e levá-la da Europa para os Estados Unidos. Mike Morgan (Stanley Baker), um boxeador profissional em decadência, precisa da quantia após ficar incapacitado devido a uma lesão na mão e ter suas economias roubadas por seu desonesto cunhado. Eddie Blaine (John Ireland), um sargento da Força Aérea, necessita do dinheiro após desertar ao descobrir a infidelidade de sua esposa, a atriz Denise Blaine (Gloria Grahame). E o cavalheiro aristocrata falido, Miles "Rave" Ravenscourt (Laurence Harvey), outrora condecorado na guerra, agora um mulherengo e jogador compulsivo, que depende desesperadamente de mais dinheiro para quitar suas dívidas de jogo e manter seu estilo de vida luxuoso às custas de sua esposa rica, Eve Ravenscourt (Margaret Leighton).

## Elenco
- Laurence Harvey como Miles "Rave" Ravenscourt
- Gloria Grahame como Denise Lake Blaine
- Richard Basehart como Joe Halsey
- Joan Collins como Mary Halsey
- John Ireland como Eddie Blaine
- Rene Ray como Angela Morgan
- Stanley Baker como Mike Morgan
- Margaret Leighton como Eve Ravenscourt
- Robert Morley como Sir Francis Ravenscourt, o pai de Miles
- Freda Jackson como Sra. Freeman, a mãe de Mary
- James Kenney como David, o irmão de Angela
- Susan Shaw como Doris
- Lee Patterson como Tod Maslin
- Leslie Dwyer como Stookey
- Patricia McCarron como Carole
- George Rose como Bunny

Não-creditados
- Walter Hudd como Dr. Reed
- Alf Hinds como Milton
- MacDonald Parke como Sr. Carruthers
- Marianne Stone como Molly
- Harold Siddons como Doutor
- Patricia Owens como Winnie
- Edward Judd como Ron Simpson

## Produção
O filme foi produzido pela empresa Romulus dos irmãos Woolf, conhecida por criar filmes britânicos para o mercado internacional, o que incluía o uso de estrelas estadunidenses. O diretor Lewis Gilbert relatou que James Woolf descobriu o romance no qual o filme foi baseado e deu a ele, porém insistiu que Laurence Harvey fosse escalado para o papel.
As filmagens começaram em 28 de setembro de 1953.
O romance era originalmente ambientado em Beverly Hills, mas para o filme foi mudado para Londres. As filmagens aconteceram em locações em Londres e na Shepperton Studios, em Surrey, na Inglaterra, com outras cenas mostrando aeronaves Boeing 377 Stratocruiser da Pan American World Airways no Aeroporto de Heathrow e na District do metrô de Londres, próximo a Barbican. Os cenários foram elaborados pelo diretor de arte Bernard Robinson.
O banco britânico que financiou o filme exigiu que o roubo do banco descrito no romance fosse alterado para um assalto aos correios no filme. Gilbert afirma que os personagens não puderam usar armas devido à censura.
Posteriormente, Laurence Harvey se casou com Margaret Leighton, que interpretou sua esposa no filme. Kirk Douglas visitou Gloria Grahame e John Ireland no set e apareceu no filme como um figurante, como uma brincadeira.

## Lançamento
O filme estreou no Reino Unido em 2 de março de 1954, com um lançamento geral em 5 de abril. No ano seguinte, a produção foi lançada nos Estados Unidos pela United Artists, e na França pela Cinédis.
Lewis Gilbert diz que o filme "foi muito bem" e "teve um bom sucesso nos Estados Unidos" por causa do elenco conhecido.

## Recepção
Em críticas contemporâneas, o periódico The Monthly Film Bulletin escreveu: "O diretor Lewis Gilbert mais uma vez exibe um talento para apresentações caleidoscópicas e coroa o retrato comovente e envolvente da vida em Londres com tiroteios de rua arrepiantes e emocionantes perseguições em trilhos de trem elétrico. Terno e violento por vezes, ele prenderá as massas às suas cadeiras". O jornal comercial Kinematograph Weekly afirmou: "Melodrama romântico criminal de alta voltagem, inspirado em um recente roubo de correspondência sensacional ... Um elenco prodigioso e anglo-americano atende a todas as demandas de atuação, e a direção é ao mesmo tempo franca e imaginativa". A revista Variety disse: "Há uma grande seleção de talentos neste filme britânico independente, mas a realização não corresponde totalmente às expectativas. Embora haja basicamente um tema dramático tenso, o tratamento improvisado, necessário pelo tipo de história, rouba o filme de parte de seu suspense e valor".
No livro "British Sound Films: The Studio Years 1928–1959", David Quinlan classificou o filme como "mediano", descrevendo-o como "suspense sombrio".
Leslie Halliwell escreveu em seu livro: "Melodrama melancólico de estrelas que estabeleceram um padrão para tais coisas; o que vale a pena esperar é pela perseguição climática pelas estações de metrô".
O Guia de Filmes da revista Radio Times deu ao filme 3/5 estrelas, chamando-o de "um suspense de assalto britânico bem elaborado, dirigido de forma atmosférica por Lewis Gilbert".